# Lee Ritenour
Lee Mack Ritenour (Los Angeles, 11 gennaio 1952) è un musicista e chitarrista statunitense di musica jazz.
Fra le tante rilevanti collaborazioni, da sottolineare quelle con Dizzy Gillespie, Herbie Hancock, Pink Floyd, Steely Dan,  Sonny Rollins.

## Biografia
A otto anni intraprese lo studio della chitarra e a dodici cominciò ad esibirsi con un gruppo chiamato The Esquires. Successivamente si perfezionò con Joe Pass e Howard Roberts per quanto riguarda il jazz, e con Christopher Parkening per lo studio della musica classica.
Il suo debutto da professionista avvenne a diciannove anni con l'orchestra di Sérgio Mendes, che lo volle in tournée in Giappone. Tornato negli Stati Uniti, trovò ingaggio in vari club di Los Angeles e cominciò a registrare come musicista di sala in alcuni dischi del gruppo The Mamas & The Papas e di Tony Bennett, diventando in breve tempo uno dei session man più richiesti. Ha lavorato con B.B. King, Aretha Franklin, Art Garfunkel, Bill LaBounty, Peggy Lee, Carly Simon, Umberto Tozzi, Olivia Newton-John, Al Jarreau, Sarah Vaughan, Barbra Streisand, Roberta Flack, Syreeta Wright, Neil Diamond, Patti Austin, Willie Tee, Diana Ross, Cher, Carole King, Paul Anka, Diane Schuur, Frankie Valli, Yvonne Elliman, Natalie Cole, Ben E. King, Melissa Manchester, Sheena Easton, Dave Grusin, John Scofield, Pink Floyd, Djavan e tanti altri artisti.
Nella seconda metà degli anni settanta ha cominciato a incidere da solo e successivamente è diventato docente presso l'University of Southern California. L'esperienza dell'insegnamento lo ha portato a elaborare anche numerosi video didattici.
Nella sua lunga carriera ha collezionato moltissime nomination al premio Grammy, vincendo numerosi dischi d'oro.

## Stile
I chitarristi che più lo hanno influenzato sono stati Wes Montgomery e Barney Kessel.
Ritenour utilizza di solito una Gibson L5. Intorno alla metà degli anni ottanta venne fortemente influenzato dalla musica brasiliana. 

## Discografia

### Dal 1970 al 1979
- 1976 - First Course
- 1977 - Captain Fingers
- 1977 - Lee Ritenour & His Gentle Thoughts
- 1977 - Sugar Loaf Express
- 1978 - Friendship
- 1978 - The Captain's Journey
- 1979 - Rio
- 1979 - Feel The Night
- 1979 - Friendship (Japan)

### Dal 1980 al 1989
- 1980 - The Best Of Lee Ritenour
- 1981 - Rit
- 1982 - Rit 2
- 1983 - On The Line
- 1984 - Banded Together
- 1985 - American Flyers con Greg Mathieson
- 1985 - Harlequin con Dave Grusin - Grammy Award
- 1986 - Earth Run
- 1987 - Portrait
- 1988 - Festival
- 1989 - Color Rit

### Dal 1990 al 1999
- 1990 - Stolen Moments
- 1991 - Collection
- 1993 - Wes Bound
- 1995 - Larry & Lee con Larry Carlton
- 1997 - Alive In L.A.
- 1997 - A Twist of Jobim
- 1998 - This Is Love
- 1999 - Two Worlds con Dave Grusin

### Dal 2000 al 2009
- 2001 - A Twist of Marley (GRP Records)
- 2002 - Rit's House (GRP Records)
- 2003 - The Very Best of Lee Ritenour (GRP Records)
- 2003 - The Best of Lee Ritenour (Sony Music Entertainment Inc)
- 2003 - A Twist of Motown (GRP Records)
- 2005 - Overtime (Peak Records)
- 2005 - World of Brazil (GRP Records)
- 2006 - Smoke N Mirrors (Peak Records)
- 2008 - Amparo con Dave Grusin (Decca Records)

### Dal 2010 al 2015
- 2010 - 6 String Theory (Concord Music Group)
- 2012 - Rhythm Sessions (Concord Music Group)
- 2015 - A Twist Of Rit (Concord Jazz)

### Con i Fourplay
- 1991 - Fourplay
- 1993 - Between the Sheets
- 1995 - Elixir
- 1997 - The Best of Fourplay